# Tamás German
Tamás German (26 maart 1987) is een Hongaars voetballer die onder contract staat bij Lombard-Pápa TFC. Voordien speelde hij bij Békéscsaba 1912 Előre SE, Gyulai FC, Szolnoki MÁV FC en FC Emmen.